# Potentilla stipularis
Potentilla stipularis är en rosväxtart som beskrevs av Carl von Linné. Potentilla stipularis ingår i Fingerörtssläktet som ingår i familjen rosväxter. Utöver nominatformen finns också underarten P. s. groenlandica.